# Campeonato Piauiense de Futebol Feminino de 2019
O Campeonato Piauiense de Futebol Feminino de 2019 foi a 12ª edição do Campeonato Piauiense de Futebol Feminino, competição organizada pela Federação de Futebol do Piauí. O torneio teve algumas mudanças no regulamento em relação ao da edição de 2018, e deu ao seu campeão, o Tiradentes-PI, uma vaga na Série A2 do Campeonato Brasileiro de 2020. 

## Regulamento
O campeonato foi disputado em duas fases, com início em novembro e término em dezembro de 2019. 
- A primeira fase foi disputada em partidas de ida, totalizando 4 jogos para cada equipe. As 2 melhores equipes disputam a final em jogo único, com desempate nos pênaltis.

- A equipe vencedora do confronto final foi declarada campeã do Campeonato Piauiense de Futebol Feminino e conquistou acesso à Série A2 do Campeonato Brasileiro de 2020.

### Critérios de desempate
Estes foram os critérios de desempate aplicados:
1. Maior número de vitórias na fase
2. Melhor saldo de gols na fase
3. Maior número de gols pró na fase
4. Menor número de cartões amarelos e vermelhos, durante todo o campeonato, somados os cartões das atletas e comissão técnica (cada cartão vermelho equivalia a três cartões amarelos)
5. Sorteio na sede da Federação, em dia e horário a serem determinados

## Participantes
| Equipe          | Cidade      | Em 2018 | Títulos (último) |
| Comercial-PI    | Campo Maior | -       | 0 (não possui)   |
| Tiradentes-PI   | Teresina    | 1º      | 7 (2018)         |
| Teresina        | Teresina    | 2º      | 0 (não possui)   |
| Skill Red       | Teresina    | 4º      | 0 (não possui)   |
| Abelhas Rainhas | Picos       | 3º      | 1 (2014)         |

## Primeira Fase
| 1 | Tiradentes-PI   | 12 | 4 | 4 | 0 | 0 | 28 | 1  | +27 |
| 2 | Teresina        | 7  | 4 | 2 | 1 | 1 | 11 | 4  | +7  |
| 3 | Abelhas Rainhas | 6  | 4 | 2 | 0 | 2 | 7  | 15 | -8  |
| 4 | Skill Red       | 4  | 4 | 1 | 1 | 2 | 9  | 11 | -2  |
| 5 | Comercial-PI    | 0  | 4 | 0 | 0 | 4 | 4  | 28 | -24 |

|  |                            |
|  | Classificados para a Final |
|  | Eliminados                 |

| Comercial-PI    | -   | 0-13 | -   | 1-5 | -   |
| Tiradentes-PI   | -   | -    | 7-0 | 2-1 | 6-0 |
| Skill Red       | 6-0 | -    | -   | 1-1 | -   |
| Teresina        | -   | -    | -   | -   | 4-0 |
| Abelhas Rainhas | 4-3 | -    | 3-2 | -   | -   |

## Final
| 11 de dezembro | Tiradentes-PI                  | 2 – 1 | Teresina    | Lindolfo Monteiro, Teresina             |
| 17:00          | Eliene 37' · Mayara 70' (g.c.) |       | 50' Geórgia | Árbitro: PI Iudiney César Rocha e Silva |

## Premiação
| Campeonato Piauiense Feminino de 2019 |
| ------------------------------------- |
| Tiradentes-PI Campeão (9.º título)    |